# Hand of God
Hand of God – amerykański serial telewizyjny (dramat, thriller psychologiczny) wyprodukowany przez Universal Television oraz Alcon Television Group. Twórcą serialu jest Ben Watkins.

Pilotowy odcinek został udostępniony 28 sierpnia 2014 roku przez platformę Amazon Studios. Pozostałe odcinki pierwszego sezonu zostały udostępnione 4 września
2015 roku na stronie internetowej  Amazon Studios

18 grudnia 2015 roku, platforma Amazon zamówiła drugi sezon, który będzie sezonem finałowym.

## Fabuła
Serial skupia się na Pernelli Harrisie, wpływowym, żonatym sędzi, który ma skomplikowane życie, nagina prawo dla swoich korzyści oraz często korzysta z usług call girl. W pewnym momencie życia doznaje nawrócenia do Boga oraz zaczyna słyszeć jego głos za pośrednictwem swojego podłączonego do respiratora syna.

## Obsada
- Ron Perlman jako Pernell Harris[5]
- Dana Delany jako Crystal Harris[6]
- Andre Royo jako Robert 'Bobo' Boston
- Garret Dillahunt jako KD[7]
- Alona Tal jako Jocelyn Harris
- Julian Morris jako Paul Curtis[8]
- Emayatzy Corinealdi jako Tessie Graham
- Johnny Ferro jako PJ Harris (Pernell Jr.)
- Elizabeth McLaughlin jako Alicia Hopkins

## Odcinki
| Sezon | Sezon | Odcinki | Oryginalna emisja Amazon Studios | Oryginalna emisja Amazon Studios | Oryginalna emisja | Oryginalna emisja | Oryginalna emisja |
| Sezon | Sezon | Odcinki | Premiera sezonu                  | Finał sezonu                     | Premiera sezonu   | Finał sezonu      |                   |
| ----- | ----- | ------- | -------------------------------- | -------------------------------- | ----------------- | ----------------- | ----------------- |
|       | 1     | 10      | 28 sierpnia 2014                 | 4 września 2015                  | nieemitowany      | nieemitowany      |                   |
|       | 2     | 10      | 10 marca 2017                    | 10 marca 2017                    | nieemitowany      | nieemitowany      |                   |

## Produkcja
9 kwietnia 2014 roku, platforma Amazon zamówiła odcinek pilotowy